# ロツマ

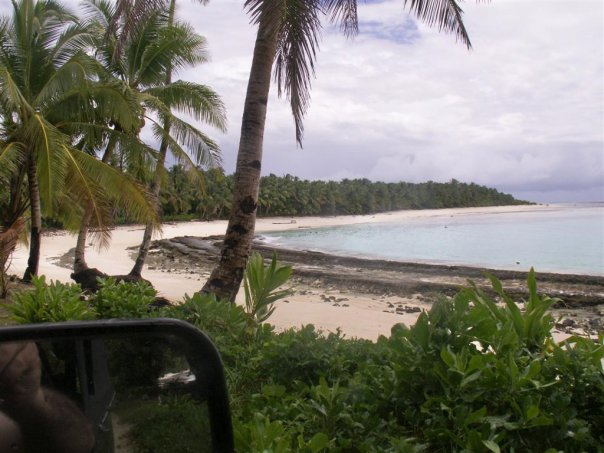
モツサのビーチ

ロツマ（英: Rotuma）またはロツマ島（ロツマとう、英: Rotuma Island）は、フィジーに属する島。ロトゥマ島、または単にロツマ（Rotuma）とも表記する。周辺の無人島とともにロツマ属領（英: Rotuma Dependency）を構成する。
島には先住民であるロツマ人が住んでおり、島では英語のほかに現地語のロツマ語が話される。人口1,594人（2017年国勢調査）、面積は46km2。行政府はアハウ（Ahau）という集落に置かれている。

## 歴史

### 人類の到達
サモアからポリネシア系の人間が住み着いたのがロツマ島の始まりである。

#### 島に伝わる伝説
サモアにラホという男がいた。この男は他の島民から嫌われていたため、島を出ることを決めた。「かご2杯の砂を載せ船出しろ」。そう神のお告げを受け、妻と6組の男女とともに島を出た。疲れ果てたとき、また神のお告げを受けた。「砂を海に捨てよ」。捨てた砂は島になりロツマ島となった。7組の男女は意見が合わず、7つの村が生まれた。

### 西洋人との接触
1791年に初めて西洋人が島へ訪れた。それ以降、水や食料補給のために西洋人は訪れるようになり、ろくでなし船員が強制下船させたり脱走兵が逃げ込むこともよくあった。1840年代には宣教師がトンガ人とともに訪れた。19世紀後半に7つの村が2つの陣営に分かれて争いとなったため、イギリスに保護を求めた。

### イギリス保護領時代

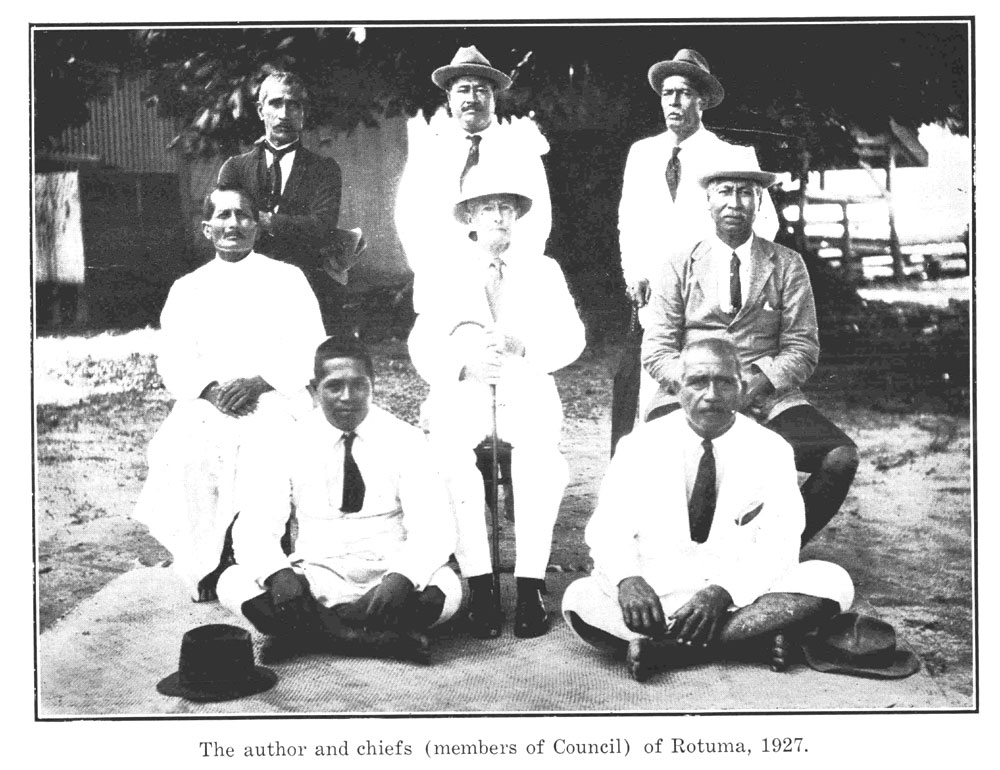
ロツマの行政官（1927年）

1881年にロツマ島はイギリスの保護領になり、同じく保護領のフィジーとともに植民地として統治されるようになった。ロツマ島はフィジーと遠く離れていたため、植民地としてはほぼ放置状態で流刑地として使われた。行政官のイギリス人と警察官、コプラを買う商社の駐在員がいるくらいであり、ロツマ人は以前と変わらず首長制の暮らしをしていた。

### フィジー独立
1970年のフィジー独立時にはフィジーの保護領としてともにイギリスから独立した。しかし、島民からはイギリスに保護を求めて植民地になったのであり、フィジーの保護領になるべく植民地になったのではないと反発が出た。

### 独立騒動とヘンリー・ギブソン

ロツマ共和国の国旗

1987年10月にフィジーでクーデターが起こると、ロツマ島の自称「王」であるヘンリー・ギブソンがフィジーから独立し、かつてイギリス女王と結んだ保護条約を守るために独立すると主張した。
ギブソンは島生まれのスコットランド移民の子孫で、母親は首長の娘であり、少年時代にニュージーランドに移住、そのあと日本で空手などの武術の修行をし、1981年のイギリス統治100周年の式典に招かれて、これが独立運動に関わるきっかけとなった。村の首長が死んだ際、新しい首長を別の村から招くことにギブソンは反対し、自分を首長にしろと求めたが叶わず、島の伝説の王復活を宣言して自ら王位に就いた。1987年5月にクーデターが起きると島の評議会は議論を始めてフィジー残留を決定、9月に2度目のクーデターが起きても決定は変わらなかった。ギブソンは10月、ロツマ島の王としてロツマ共和国の独立を宣言し、嘆願書を元宗主国のイギリスと国連事務総長に送ったが無視された。12月にギブソンがデザインしたロツマ共和国旗が、島の文化センターに英国旗と米国旗と一緒に掲げられた。
独立反対派が国旗を発砲する事件が起きたことでフィジー軍はロツマ島を制圧、独立派が村の代表を解任して新しい独立派の代表を選出し、通報された独立派の村代表が逮捕されるという事件が起こった。フィジー憲法はクーデターによって破棄したことにより、ロツマ島にフィジーの司法管轄権は及ばないのかが一つの争点となったが、評議会がフィジー残留を決めたため「及ぶ」と判断され、執行猶予付きの罰金刑が言い渡された。ギブソンはニュージーランドにいたため、逮捕されることもなかった。自称ロツマの王であるギブソンが支持された背景には、フィジー本土から遠く離れた辺境であるロツマ島の開発が遅れていたこと、税関がないためにコプラなどの輸出で不利であったこと、フィジーを経由して海外製品が輸入されるために物価が高いことなどフィジー政府への不満があり、独立すれば先進国からの支援を直接ロツマ島に利用できる、フィジーを介さず直接貿易することで物価が下がるなどの実利的な面もあった。

### 1990年の憲法改正から2014年憲法改正まで
1990年の改正された憲法で、下院にロツマ人議席枠が設置された。上院にも議員を選出していたが、ロツマ島の枠ではなくロツマ島を含めた他の地区としての議員であった。2001年にはロツマ島独立運動は合法の判決が裁判所より下され、非暴力であれば独立運動を行ってもよいこととなった。2006年のクーデターで廃止された憲法の代わりになる新憲法では、議会は一院制、フィジー全土を単一の選挙区とした比例となり、ロツマ人枠が廃止された。